# Mątawy
Mątawy, německy Mantau, jsou vesnice ve gmině Nowe v okrese Świecie v Polsku. Geograficky se nachází na levém břehu veletoku Visla a na pravém břehu řeky Mątawa v mezoregionu Dolina Kwidzyńska v krajinném parku Nadwiślański Park Krajobrazowy v Kujavsko-pomořském vojvodství.

## Historie
Vesnice byla založena podle městského práva Kulmer Recht v letech 1372-1381. V roce 1568 se zde usadili mennonité z Holandska. Mennonité mohli obhospodařovat pozemky v údolí řeky Visly, které bylo často zaplavováno řekou, avšak bez práva vlastnit půdu a bez možnosti získat ji akvizicí. V letech 1874-1878 došlo k vyrovnání práv mennonitů a ostatních obyvatel. Po roce 1945 bylo německé obyvatelstvo z obce odsunuto. V letech 1975-1998 obec administrativně patřila k již zaniklému Bydhošťskému vojvodství.

## Popis
Obec je sídlem sołectva. V obci se nachází bývalý mennonitský kostel z roku 1898, nyní katolický kostel Nejsvětější Panny Marie Královny Polska, památná lípová alej, evangelický hřbitov aj.

## Další informace
Mątawy leží na trase několika cyklostezek a cyklotras, např. Wiślana Trasa Rowerowa a Nadwiślańska Droga św. Jakuba.

## Galerie

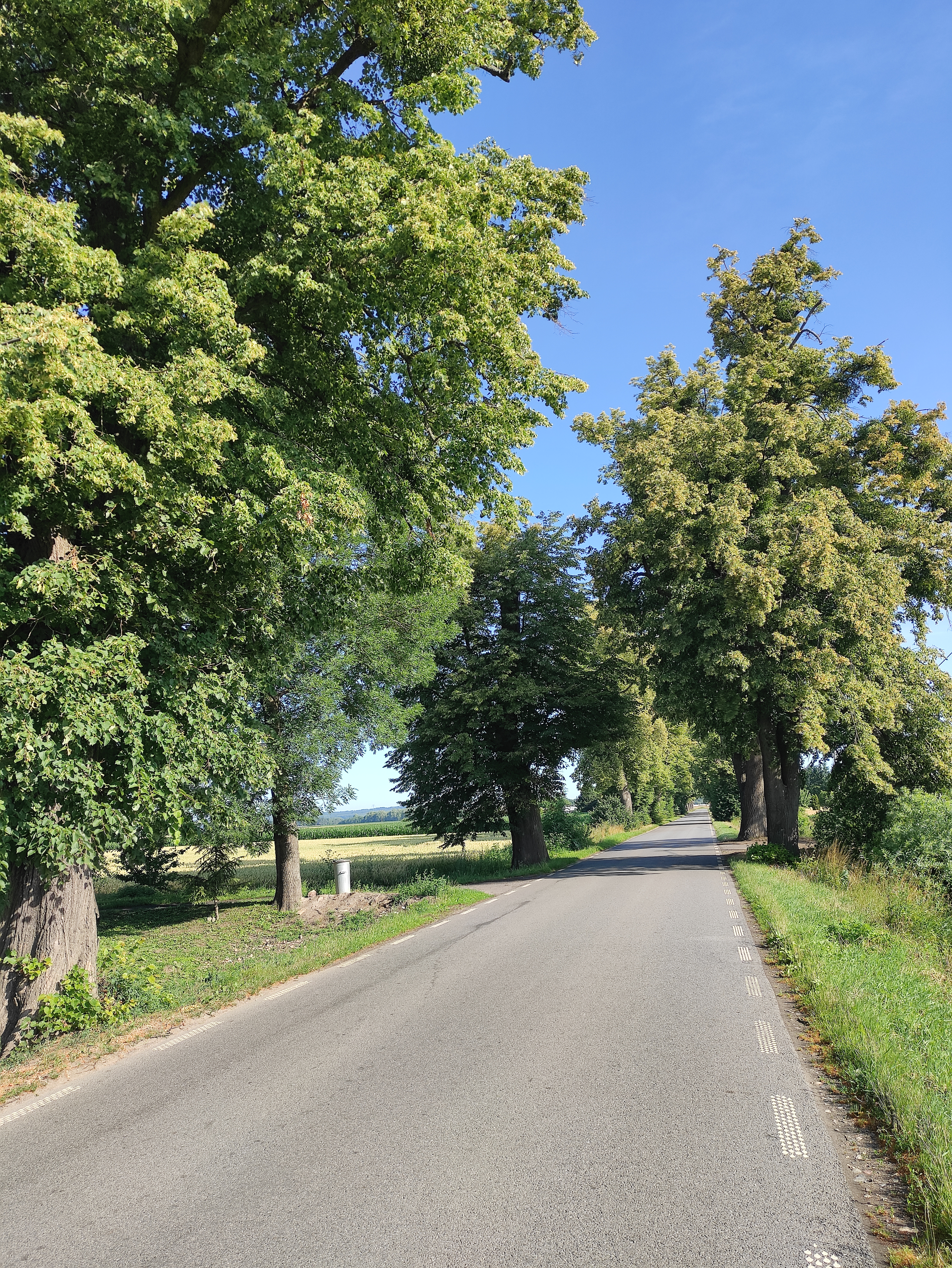
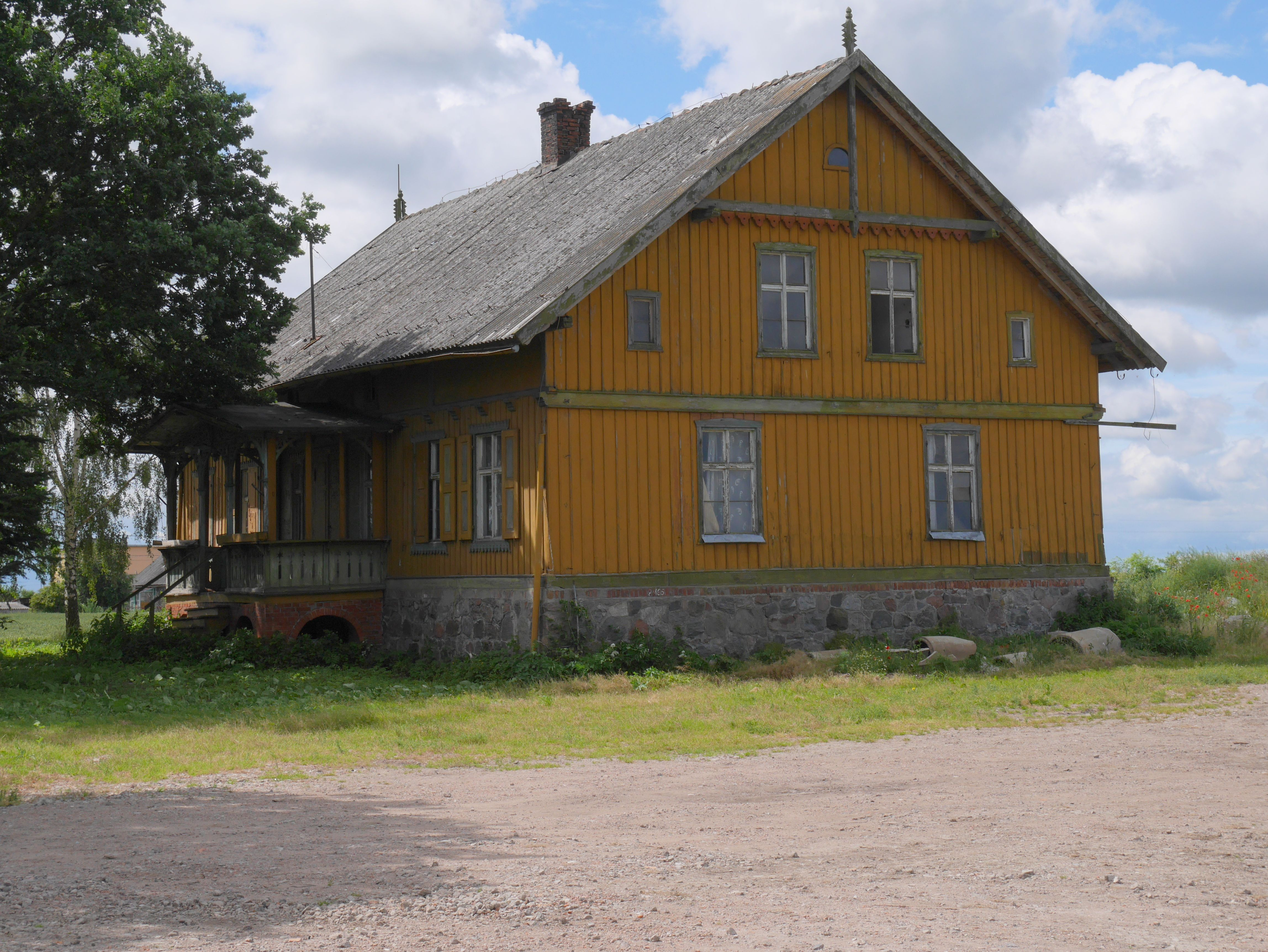
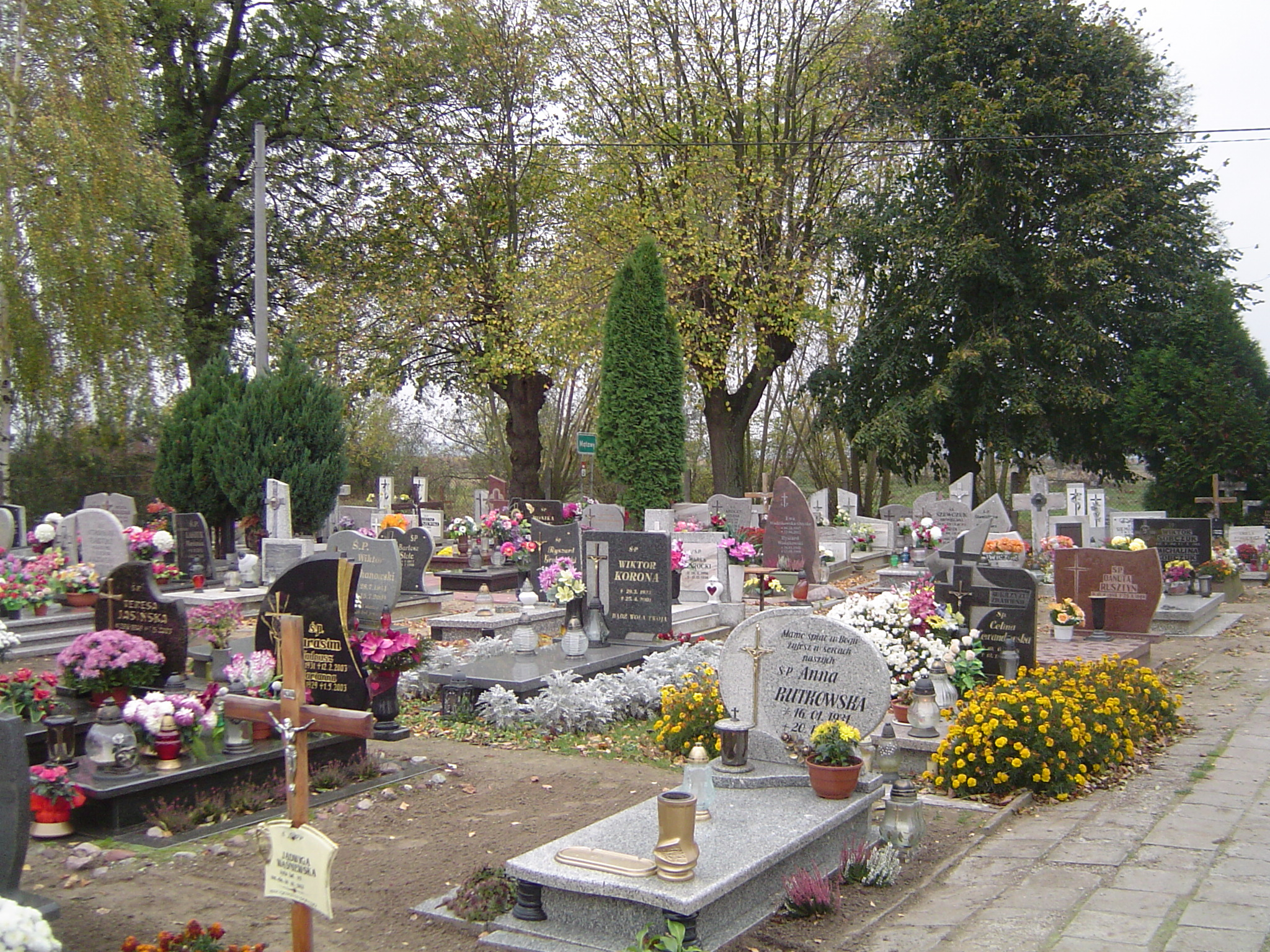
Hřbitov